# Pedro Carrasco Garrorena
Pedro Carrasco Garrorena (Badajoz, 17 de noviembre de 1883 -Ciudad de México, 22 de octubre de 1966) fue un físico y astrónomo español.

## Biografía
Cursó los estudios de ciencias físicas en la Universidad Central de Madrid, donde se doctoró en 1905. En 1917, obtuvo la cátedra de física-matemática de la misma universidad. Trabajó en el Observatorio Astronómico de Madrid, del que llegó a ser director.
Se distinguió por sus trabajos científicos en astronomía, y publicó en las más prestigiosas revistas científicas. Destacó en sus estudios sobre la corona solar. También publicó los más detallados artículos en España sobre las tres conferencias que ofreció Albert Einstein en Madrid. Fue miembro correspondiente de la Real Academia de Ciencias Exactas, Físicas y Naturales.
Con el final de la Guerra Civil, debió exiliarse en México, donde formó parte de la Junta de Cultura Española. Allí accedió como profesor a la Universidad Nacional Autónoma de México (UNAM) y a la Universidad de Morelia.
En la Ciudad de México, fue profesor en el Instituto Politécnico Nacional, en la Escuela Normal Superior, en la Facultad de Ciencias Físicas y en la de Filosofía y Letras (Geografía) de la UNAM, Colaboró, además, en La Casa de España en México y en El Colegio de México.
Era hermano del también astrónomo Rafael Carrasco Garrorena y hermano del pintor Ángel Carrasco Garrorena.

## En la dictadura franquista
En el franquismo, el gobierno ordenó, el 10 de mayo de 1941, que a él y otros seis científicos se les retiraran las medallas que les había otorgado la Real Academia de Ciencias Exactas, Físicas y Naturales. El viernes, 21 de diciembre del 2018, el gobierno español anunció que decidió restaurar los honores académicos de los siete investigadores.

## Reparación póstuma
El 30 de enero de 2019 el gobierno español realizó un homenaje de reparación con la devolución del diploma de Académicos Numerarios que le fue retirado durante la dictadura de Francisco Franco.